# Palais de justice de Montbenon
Le palais de justice de Montbenon est un bâtiment situé sur le territoire de la commune vaudoise de Lausanne, en Suisse.

## Histoire
Le palais de justice de Montbenon a été construit entre 1881 et 1886 par l'architecte vaudois Benjamin Recordon. Il est situé à une extrémité de l'esplanade de Montbenon, sur une parcelle appartenant à la ville de Lausanne.
Inscrit comme bien culturel suisse d'importance nationale, il accueille actuellement le Tribunal d’arrondissement de Lausanne et Tribunal de prud'hommes de Lausanne, depuis le déménagement du Tribunal fédéral à Mon Repos dans les années 1920.

## Description
Le bâtiment se compose d'un corps central flanqué de deux ailes terminées de pavillons, dans un style néorenaissance. La façade est décorée de sculptures allégoriques, alors que le parc attenant a été, au fil du temps, décoré de nombreux monuments patriotiques.